# 鬼界ヶ島 (奈良市)

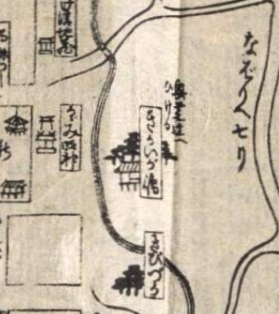
天保15年 和州奈良之図

鬼界ヶ島（きかいがしま）とは、現在の奈良県奈良市にかつてあった地名・名勝。単に鬼界とも。
近世より近代、明治までの地誌や名所案内に広く記録が残るが、現存せず所在した正確な場所もはっきりしない。

## 名称
薩摩国の鬼界ヶ島は歴史上俊寛の流刑地であるため、鬼界ヶ島の名称は後述する俊寛伝説と関わりがあるものと思われるが、伝説と名称のどちらが先に生じたものかについてははっきりしない。近隣に吉備塚が存在することより、それに関連して『吉備垣外』と呼ばれていたものが、『鬼界』に転じたとの説がある。

## 所在
近世の奈良絵図に多く描かれ、おおむね鏡神社の南、吉備塚の東に堂宇の形で描かれている。文献記録としては、閼伽井町の南辺、紀寺町の東辺、幸町の南、新薬師寺の下と様々に記され定まらないが、おおむね現在の奈良教育大学あるいはその周辺の地域にあったと思われる。最も新しい聞き取り記録としては、『奈良町風土記』での古老への聞き取りとして、奈良教育大学校舎内に鬼界ヶ島があったとの記載がある。同書では、鬼界ヶ島の所在を高畑町字本薬師にあてている。

## 歴史・伝説

### 本薬師
鬼界ヶ島の地に『本薬師』と号する薬師堂があった記録が複数の文献に見られる。『南都年中行事』などによると、往古頼朝公が勧修坊周防得業聖弘に与えた立像唐仏薬師如来がこの地に安置され『本薬師』と号したと記されている。また『奈良坊目拙解』では古老の話として、「行基の建立した高市郡香久山薬師寺を、和銅年間にこの地に移して『本薬師寺』と号した。後に廃寺に及び、薬師像と十二神将を安置した艸堂が一宇残った」との記述がある。先述の通り鬼界ヶ島の所在した地の候補に高畑町字本薬師があるが、この字名と『本薬師』との関連性ははっきりしない。
この『本薬師』は後に興福寺勧修坊の末寺となり、寛永年間の堂宇廃亡に及んで薬師像はいったん勧修坊に移され、その後奥芝町の奥芝辻薬師堂に安置されたとの記録が残っている。さらに奥芝辻薬師堂も廃れるに及び、この薬師像は菖蒲池町の称名寺に移されたと『平城坊目遺考』に記されている。現在、称名寺には鎌倉時代の作とみられる木造薬師如来立像が伝わり、重要文化財として奈良国立博物館に寄託されているが、この現存薬師如来像と『本薬師』として記録に残っている薬師像の関係は不明である。

### 俊寛伝説
薩摩国の鬼界ヶ島に流刑にされた俊寛が、従者有王丸の助力を得て密かに島を抜け出し奈良に至り、この『鬼界ヶ島』の地に潜伏したとの伝説が複数の文献に残されるが、もちろん事実ではない。『本薬師』薬師如来像の奥芝辻薬師堂への移転についても、薬師像とともに石造の俊寛僧都真像が移されたとの記録も残る。
この伝説について、『平城坊目考』などでは、鬼界ヶ島本薬師が興福寺勧修坊支配であったため、『勧修』の音が転置して『俊寛』と誤認されて伝説となったものであろうと推測しており、俊寛像についても実際には俊寛ではなく勧修坊の僧侶の像であるとしている。また別の説として『奈良坊目拙解』では、後世の元弘年中に文観僧正が薩摩国鬼界ヶ島に流罪され、後醍醐天皇の天下統一後京に戻り後に奈良に住んだが、この文観と俊寛が取り違えられたのであろうと推測している。